# Renton
Renton is een plaats (city) in de Amerikaanse staat Washington, en valt bestuurlijk gezien onder King County.
In Renton is een grote productieeenheid van vliegtuigbouwer Boeing gevestigd. De Boeing Renton Factory. Hier werden alle Boeing 29 Superfortresses, Boeing C-97 Stratofreighters, Boeing 367-80's, Boeing 707's, Boeing 727's en Boeing 757's geassembleerd en worden nog steeds alle Boeing 737-toestellen afgewerkt. Boeing is gelegen vlak naast de Renton Municipal Airport.

## Demografie
Bij de volkstelling in 2000 werd het aantal inwoners vastgesteld op 50.052.
In 2006 is het aantal inwoners door het United States Census Bureau geschat op 58.534, een stijging van 8482 (16.9%).

## Geografie
Volgens het United States Census Bureau beslaat de plaats een oppervlakte van
44,8 km², waarvan 44,1 km² land en 0,7 km² water. Renton ligt op ongeveer 14 m boven zeeniveau.

## Plaatsen in de nabije omgeving
De onderstaande figuur toont nabijgelegen plaatsen in een straal van 8 km rond Renton.

## Weetje
- De Amerikaanse gitarist Jimi Hendrix (1942-1970) is hier begraven.